# Mustela erminea mongolica
Mustela erminea mongolica es una subespecie de  mamíferos carnívoros  de la familia Mustelidae subfamilia Mustelinae.

## Distribución geográfica
Se encuentra en el macizo de Altái.